# Paul Goetsch (Diplomat)
Paul Goetsch (* 22. Januar 1867 in  Slawentzitz, Provinz Schlesien; † 1. April 1932 in Berlin) war ein deutscher Konsularbeamter und Diplomat.

## Leben
Goetschs Eltern waren der gleichnamige  Geh. Sanitätsrat Paul Goetsch d. Ä. und seine Frau Johanna geb. Bohtz. Goetsch besuchte das Königliche Gymnasium Johanneum in  Groß-Strehlitz und das Maria-Magdalenen-Gymnasium in Breslau.
Nach dem Abitur studierte er an der Schlesischen Friedrich-Wilhelms-Universität und der Philipps-Universität Marburg Rechtswissenschaft und Volkswirtschaftslehre. Er wurde im Corps Lusatia Breslau (1885) und im Corps Teutonia Marburg (1886) aktiv. Seit dem 17. Dezember 1887 Gerichtsreferendar, trat er am 1. Oktober 1889 als Einjährig-Freiwilliger in die Preußische Armee. Als Reserveoffizier wurde er in ihm zum  Seconde-Lieutenant (1891), Oberleutnant (1904) und Hauptmann (1911) befördert. Am 16. Juni 1894 bestand er die Assessorprüfung.
Am 9. August 1895 in den  Auswärtigen Dienst (konsularische Laufbahn) einberufen, war er der Abteilung II (Handelspolitik) zugewiesen. Ab dem 2. August 1898 war er mit der kommissarischen Leitung des Konsulats in Algier betraut. Seit dem 19. September 1899  charakterisierter Vizekonsul, war er vom 31. Januar 1900 bis zum 23. Mai 1901 am Generalkonsulat in Buenos Aires, das er von April bis November 1900 kommissarisch leitete. Vom 1. Juni 1901 bis zum 20. Mai 1902 war er kommissarischer Leiter des Konsulats in Asunción. Am 5. Juli 1902 kehrte er in seine Berliner AA-Abteilung zurück. Als ständiger Hilfsarbeiter erhielt er am 27. Januar 1903 den Charakter Legationsrat. Einen Monat später wurde er in die gemischte Kommission zur Feststellung der deutschen Reklamationen gegen Venezuela berufen (15. April bis 10. Oktober 1903). Nach neun Monaten in seiner AA-Abteilung übernahm er im Oktober 1904 die Leitung des Referats Verkehrs-, Auswanderungs- und Ausstellungswesen. Er wurde zum Wirkl. Legationsrat und Vortragenden Rat (1905), zum Geh. Legationsrat (1909) und zum Wirkl. Geh. Legationsrat (1917) ernannt.
Seit dem 29. April 1920 Gesandter in Montevideo, war er mit der Wiedereinrichtung der  Ministerresidentur und ihrer Umwandlung in eine Gesandtschaft – zugleich für Paraguay – beauftragt. Die  Beglaubigungsschreiben wurden in Montevideo am 17. Juni und in Asunción am 5. August 1920 überreicht. Goetsch wurde am 25. Mai 1921 in den einstweiligen und am 29. Januar 1932 mit Erreichen der Altersgrenze in den endgültigen Ruhestand versetzt.
Verheiratet war er seit dem 17. März 1910 mit Margarete Müller, der Tochter eines preußischen Offiziers. Am Weihnachtstag desselben Jahres kam die Tochter Ingeborg zur Welt. Rudolf Goetsch war ein Bruder.
Paul Goetsch starb, nur zwei Monate nach seiner Versetzung in den endgültigen Ruhestand, am 1. April 1932 im Alter von 65 Jahren in Berlin. Beigesetzt wurde er auf dem Friedhof Heerstraße im heutigen Ortsteil Berlin-Westend. Das Grab ist nicht erhalten.

## Schriften
- Das Reichsgesetz über das Auswanderungswesen vom 9.VI.1897 nebst Ausführungsverordnungen, unter Benutzung amtlicher Quellen erläutert. Taschen-Gesetzsammlung Nr. 37, Berlin 1898, 2. vermehrte Aufl. Berlin 1907.
- Auswanderung, in: Ludwig Elster (Hg.): Wörterbuch der Volkswirtschaft. Jena 1911, S. 292–321.